# Фардиев, Ильшат Шаехович
Ильшат Шаехович Фардиев (род. 1960) — российский промышленный и государственный деятель.

## Биография
Родился 31 августа 1960 года в деревне Аняково Актанышского района Татарской АССР.
В 1983 году окончил Казанский филиал Московского энергетического института по специальности «Электроснабжение промышленных предприятий городов и сельского хозяйства».
В 1983—1985 годах работал электромонтером и старшим инженером КИПиА птицефабрики «Тукаевская» (Набережные Челны). В 1985—1990 годах был главным энергетиком завода железобетонных изделий. В 1990—1995 годах — начальник механизированной колонны Татсельхозводстроя.
В 1995—1997 годах был председателем объединения сельскохозяйственных кооперативов им. Нура Баяна Актанышского района Республики Татарстан. В 1997—1998 годах — глава администрации Актанышского района, в 1998—1999 годах — глава администрации Альметьевского района и города Альметьевска.
В 1999—2010 годах был генеральным директором «Татэнерго». В 2010—2012 годах являлся заместителем премьер-министра Республики Татарстан − министром энергетики республики.
С мая 2012 года Ильшат Фардиев — генеральный директор ОАО «Сетевая компания» (Казань).
Также занимался общественной деятельностью — был депутатом Госсовета Республики Татарстан второго (2000—2004), третьего (2004—2009) и четвёртого созывов (2009—2010).

## Заслуги
- Награжден орденом Почёта (2007) и медалью «В память 1000-летия Казани» (2005).
- Лауреат Государственной премии Республики Татарстан в области науки и техники (2003).
- В 2007 году удостоен высшей награды Совета муфтиев России — ордена «Аль-Фахр».
- «Заслуженный энергетик Республики Татарстан» (2004), «Лучший руководитель предприятия энергетики» (2002).
- Награжден почетной грамотой Республики Татарстан (2002), удостоен Благодарственного письма президента Татарстана (2006).
- Также награжден почетным знаком международного форума «Мировой опыт и экономика России», является победителем российского конкурса «Менеджер года-2001» и республиканского конкурса «Руководитель года» (2001, 2004), удостоен звания «Лидер российской экономики-2003».